# Сиссе, Жанна Мартен
Жанна Мартен Сиссе (фр. Jeanne Martin Cissé; 6 апреля 1926, Канкан, Французская Гвинея — 21 февраля 2017, Конакри, Гвинея) — общественная и политическая деятельница Гвинеи, педагог. Представляла страну в ООН, в 1972 году стала первой женщиной на посту председателя Совета Безопасности Организации Объединенных Наций. В правительстве Гвинеи занимала пост министра социальных дел (1976—1984), до военного переворота 1984 года.

## Биография
Была старшей из семи детей в семье Ее отец, Даррико Мартен Сиссе, сотрудник французской службы почты и телеграфа, был из народа мандинка с корнями сонинке, а её мать, акушерка Дамайе Сума — из народа сусу. Окончила высшее педагогическое училище в Рюфиске близ Дакара, Сенегал, чтобы работать учительницей.

## Карьера
Стала одной из первых женщин-учительниц в Гвинее. Свою педагогическую карьеру начала в школе для девочек в Канкане в 1944 году, в 1954‒1958 годах работала директором школы. В 1946 году встуаила в Союз мадинке. После знакомства с на тот момент профсоюзным активистом и будущим первым президентом Ахмедом Секу Туре, она в декабре 1947 года присоединилась к партии Африканское демократическое объединение. В 1950-х годах жила со своим мужем в Сенегале, представляла Сенегальский демократический союз на Конгрессе Международной федерации женщин во Франции в октябре 1954 года. После референдума и провозглашения независимости Гвинеи в 1958 году она вернулась на родину, где её муж стал главой аппарата министерства здравоохранения в новой Республике Гвинея, а она сама активно участвовала в профсоюзном и женском движении.
В 1959 году была избрана делегатом на съезде Союза западноафриканских женщин в Бамако, поддерживавшего женское панафриканское движение. С 1962 по 1972 год ‒ генеральный секретарь Конференции африканских женщин. Член Демократической партии Гвинеи (ДПГ) с 1958 года, член ЦК ДПГ после смерти мужа в 1971 году. В 1968 году избрана в парламент (Национальное собрание Гвинеи), с декабря 1974 года была первым заместителем председателя Законодательного собрания, став первой женщиной на этом посту. Также была представителем страны в Комиссии ООН по положению женщин в Женеве (1963‒1969) и Комиссии ООН по правам человека.
В 1972 году Мартен Сиссе была назначена постоянным представителем Гвинеи при Организации Объединенных Наций. Гвинея была непостоянным членом Совета Безопасности ООН, и таким образом Сиссе стала первой женщиной, возглавившей совет. Она также была избрана председателем Специального комитета Организации Объединенных Наций против апартеида.
Вернулась в Гвинею в 1976 году по просьбе президента Туре, назначившего её министром социальных дел и членом Политбюро Демократической партии Гвинеи. После смерти Туре в 1984 году была арестована вместе с другими политическими лидерами и содержалась под стражей в течение 13 месяцев, но затем была освобождена без предъявления обвинений. После неудачной попытки государственного переворота Диарры Траоре в июле 1985 года она покинула Гвинею, переехав сначала в Сенегал, а затем в Соединенные Штаты. В 1988 году она присоединилась к Международному комитету солидарности с женщинами и детьми в Южной Африке. В 2004 году стала членом Международной ассоциации франкоязычных женщин. В 2006 году с 80-летием Мартен Сиссе поздравили многие иностранные политики, в том числе и президент США Джордж Буш, отметивший «её мужество и труд».
Биография Мартен Сиссе, «Дочь Мило», была опубликована в 2008 году. В 1975 году ей была вручена Международная Ленинская премия «За укрепление мира между народами». В 2014 году президент ЮАР Джейкоб Зума наградил её орденом Оливера Тамбо в качестве признания её роли как лидера и ролевой модели в борьбе за права женщин в Африке.

## Личная жизнь
В 1946 году Мартен Сиссе выдали замуж за полицейского инспектора Мохамеде Камаре, которого она не знала. Тот погиб в автомобильной аварии в том же году, когда она была на третьем месяце беременности. В 1948 году она вышла замуж за Ансумана Туре, одного из основателей Демократической партии Гвинеи. Он умер в тюрьме Камп Бойро в 1971 году после арестов из-за операции «Мар-Верде». У Мартен Сиссе было шестеро детей; она жила в Балтиморе, штат Мэриленд, США.